# Rubus moschus
Rubus moschus är en rosväxtart som beskrevs av Juzepczuk. Rubus moschus ingår i släktet rubusar, och familjen rosväxter. Inga underarter finns listade i Catalogue of Life.